# Meriania peltata
Meriania peltata är en tvåhjärtbladig växtart som beskrevs av Antonio Lorenzo Uribe Uribe. Meriania peltata ingår i släktet Meriania och familjen Melastomataceae. IUCN kategoriserar arten globalt som starkt hotad.
Artens utbredningsområde är Colombia. Inga underarter finns listade i Catalogue of Life.